# Politikens filmjournal 070
Politikens filmjournal 070 er dansk ugerevy fra 1950.

## Handling
Den fire minutter lange film har indslag om:

1) Norge-Sverige: Nobelprisuddeling i Stockholm. Først uddeles priserne i fysik og kemi, så kommer den amerikanske forfatter William Faulkner på podiet og modtager litteraturprisen. Samtidig i Oslo uddeles fredsprisen til Ralph Bunche for fredsmægling i Palæstina.

2) Italien: Vulkanen Etna i udbrud.

3) Tyskland: Ilse Koch, fangevogterske i Buchenwald, stilles for retten.

4) Tyskland: Den danske bokser Erik Jensen taber i Düsseldorf i let-sværvægt. Hans tyske modstander slår ham knock-out i 4. omgang.